# Rupertiweg

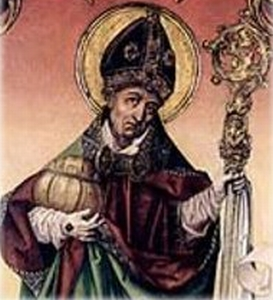
Hruodpert van Salzburg

De Oostenrijkse lange-afstandsroute ("Weitwanderweg") 10 loopt van de berg Bärenstein nabij het drielandenpunt met Duitsland en Tsjechië naar de Italiaanse grens ten zuiden van Spittal an der Drau en Hermagor. Zij wordt meestal aangeduid met de naam Rupertiweg, naar de eerste bisschop van Salzburg, Rupert. De route is een van de negen wandelroutes die heel Oostenrijk doorkruisen. Al deze routes worden gecoördineerd door de Sektion Weitwanderer van de Österreichischer Alpenverein (ÖAV). De sectie, die vergelijkbaar is met het Wandelnet in Nederland, houdt op haar (Duitstalige) website veranderingen in de route bij en geeft gidsjes met bijvoorbeeld kaartjes, routebeschrijving en hoogtegrafieken uit. De ruim 500 kilometer lange Rupertiweg is in zijn geheel opgenomen in de Europese Wandelroute E10.
De Rupertiweg is in het veld gemarkeerd op de wijze die in Oostenrijk gebruikelijk is: rood-wit-rood (de kleuren van de nationale vlag) langs alle goed beloopbare paden; wit-rood-wit langs paden die ervaring met wandelen in de bergen vereisen. Dit brengt met zich mee dat op een knooppunt van routes alle paden en wege  op dezelfde wijze gemarkeerd zijn. Om de verschillende routes te kunnen onderscheiden, worden wegnummers gebruikt. Om de 10 van de Rupertiweg te kunnen onderscheiden van een lokale wandelroute 10, wordt voor de 10 een cijfer geplaatst, dat kenmerkend is voor het gebergte of de streek waar men is. Zodoende begint de Rupertiweg als Weg 110, wordt dan 810, daarna 410, dan weer eens 110, enzovoort. 
Oostenrijkers maken geen onderscheid tussen wandelen in vlak of heuvelachtig terrein en bergwandelen wordt geen onderscheid gemaakt. In de Rupertiweg komen stukken voor die voor wandelaars zonder ervaring met hooggebergte te gevaarlijk zijn. Dergelijke trajecten worden niet als "gefährlich" aangeduid, maar als "schwer", "schwierig" of "anspruchsvoll". Soms wordt daarbij uitgelegd dat men geen last van duizelingen moet hebben (ook niet van hoogtevrees) en vast op zijn benen moet staan - ook als men zich over een gladde en vrijwel verticale gras- of gruishelling moet verplaatsen. Dit is iets dat men in de bergen moet leren onder deskundige leiding.
Gelukkig laten gevaarlijke stukken zich gemakkelijk vermijden. De eerste paar honderd kilometer van de route zijn niet meer dan heuvellandschap. Meteen na Salzburg gaat het dan steil en lang omhoog, maar hiervoor is alleen uithoudingsvermogen vereist - en goed weer. Dat blijft zo tot voorbij Mallnitz. Wandelaars zonder bergervaring moeten zich echter niet aan de tocht over het Reißeckgebergte gaan wagen; een ritje met de Reißeckbahn biedt een alternatief. Vanaf de Reißeckhütte kan men bij goed weer veilig verder lopen.
De Rupertiweg loopt achtereenvolgens door de Oostenrijkse deelstaten Opper-Oostenrijk (Oberösterreich), Salzburg of Salzburgerland, de Duitse gemeenten Berchtesgaden en Schönau am Königssee, opnieuw Salzburgerland om aan de zuidgrens van Karinthië te eindigen.

## Opper-Oostenrijk (190 of 199 km)

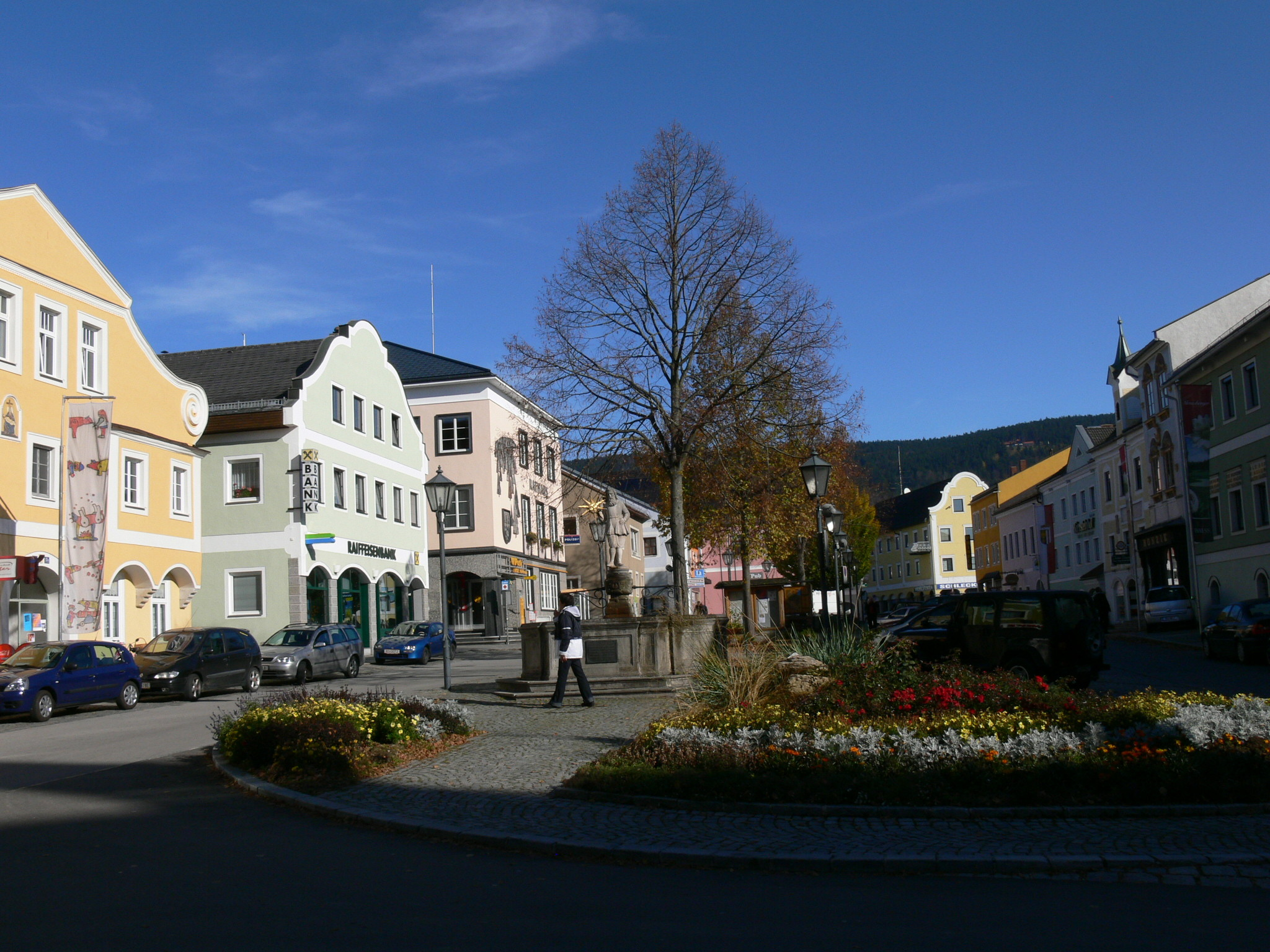
Het marktplein van Aigen-im-Mühlkreis

Weitwanderweg 10 begint officieel op de top van de Bärenstein, een 1077 m hoge berg in het noordwesten van Oostenrijk. De route daalt in twee varianten af naar de dubbelstad Aigen-Schlägl (600 m), wat in de praktijk betekent dat wandelaars vanaf het station van Aigen-Schlägl volgens de ene variant omhoog en via de andere terug omlaag lopen. 
De Rupertiweg loopt, gemarkeerd met 110, via Oberkappel naar Niederranna waar zij de Donau oversteekt over de enige Donaubrug die het gebied rijk is. Vroeger bestond tussen Oberkappel en Niederranna een variant (Weg 110A), maar deze is wegens toenemende asfaltering en verkeersdrukte afgeschaft. Na de Donau-oversteek klimt de route, nu Weg 810, naar het dorp Mittelbach, waar zij zich (na 58 km) splitst. De hoofdroute gaat als Weg 810 verder naar het zuiden om over Andorf en Pram de heuvelrug Hausruck te bereiken.
Uiteindelijk bereikt men bij het pelgrimsoordje Maria Schmolln open land met vergezichten tot de Alpen. Langs de stad Mattighofen loopt de Rupertiweg in zuidwestelijke richting verder via het hoogveengebied Ibmer Moor bij Moosdorf naar Ostermiething aan de Salzach, waar de beide varianten zich verenigen. Vanaf Mittelbach is het 132 km tot Ostermiething.
De andere variant telt 141 km en loopt als Weg 810A van Mittelbach via Schardenberg naar Wernstein aan de Inn en volgt deze rivier stroomopwaarts. Daarbij worden oude stadjes zoals Schärding, Reichersberg en Braunau aangedaan en krijgt men een mooi uitzicht op het Duitse Burghausen. Na geruime tijd volgt de samenvloeiing van Inn en Salzach bij Überackern, maar daarna volgt een recht stuk naar Ostermiething.
Ostermiething is de laatste plaats in Oberösterreich aan de Rupertiweg. 

## Salzburgerland en Berchtesgaden (220 of 230 km)
In de deelstaat Salzburg zet het open heuvellandschap zich aanvankelijk voort. De route volgt de Salzach over de dijk langs de uiterwaarden tot een standbeeld van de heilige Nepomuk, dat hoog boven de rivier uit torent. Hier verlaat Weg (8)10 de rivier definitief om via Nußdorf am Haunsberg naar het Salzburger pelgrimsoord Maria Plain te kronkelen.

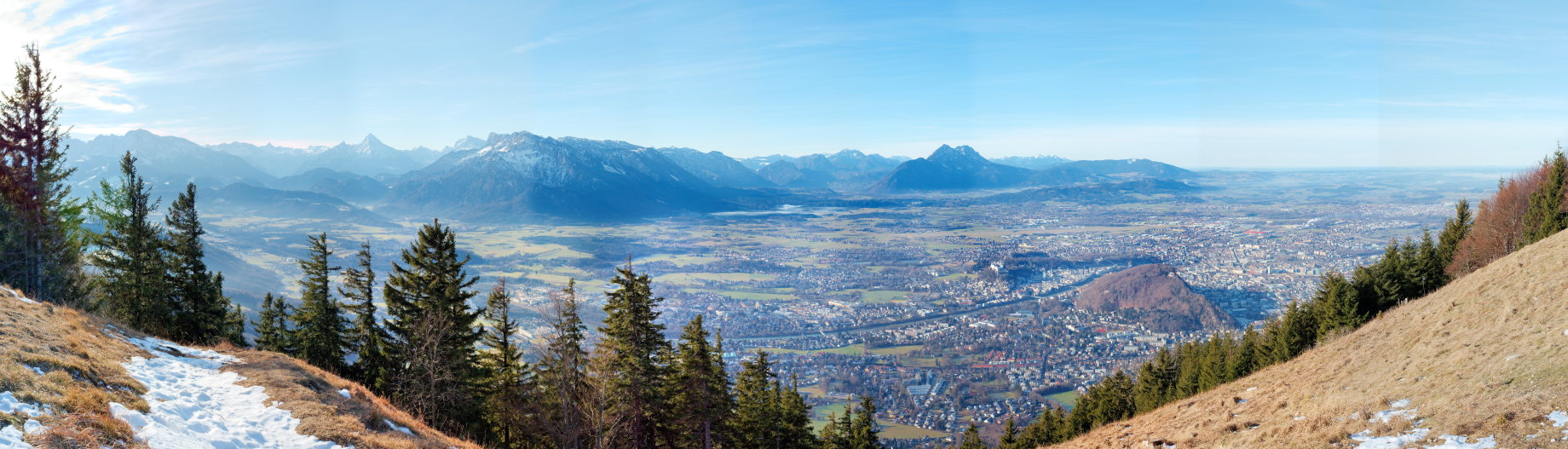
Salzburg gezien vanaf de Gaisberg

In Maria Plain (op 530 m hoogte) splitst de Rupertiweg zich in twee varianten die zich hier goed laten overzien. Naar rechts daalt de 16 km lange stadsvariant terug naar de Salzach om dwars door het historische centrum van de stad Salzburg het eerste hooggebergte zo snel mogelijk te bereiken. Naar links klimt de Gaisbergvariant naar de veel hogere top van de Gaisberg (1288 m). Deze variant, 26 km lang, biedt bij goed weer prachtige uitzichten in alle richtingen en vermijdt de drukte van de grote stad.
In Salzburg verandert de markering van Weg 10, zodat de varianten die als 810 uit elkaar zijn gegaan, als 410 weer bij elkaar komen in Glanegg, even ten zuiden van Salzburg. Belangrijker is dat het karakter van de Rupertiweg hier verandert in een alpine route. Weg 10 stijgt nu namelijk, samen met een variant van de Voralpenweg (Oostenrijkse Weg 04, hier gemarkeerd 404A), naar de kam van de Salzburger Hochthron en de Berchtesgadener Hochthron, een steile klim van 1400 hoogtemeters. Bovenop bieden enkele berghutten maaltijden en onderdak.
Met een steile afdaling van 1300 meter hoogteverschil wordt het toeristische Duitse Berchtesgaden bereikt. Een boottocht over de Königssee naar Sankt-Bartholomä brengt nog niet onmiddellijk rust, maar de lange klim (1500 m omhoog) naar het Steinernes Meer uiteindelijk wel. Na het Riemannhaus gaat het dan weer steil omlaag naar het mondaine Maria Alm op 800 m hoogte.
De Rupertiweg voert dan verder zonder grote problemen over de Hundstein (2100 m) naar Taxenbach (hotel) en door de Kizlochklamm (700 m) naar het toeristische Rauris. Na een volgende klim, naar de Seebachscharte (2000 m) komt men in het Gasteiner dal aan. Van oudsher loopt de Rupertiweg hier door het dorp Breitenberg en door het uitgestrekte Bad Hofgastein, maar deze agglomeratie laat zich vermijden door vanaf de Biberalm de alternatieve Weg 110A te volgen. Deze komt bij het station Angertal weer met Weg 110 samen. De Rupertiweg stijgt nu geleidelijk door het Angertal langs enkele zomerboerderijen waar overnacht kan worden, tot ruim 2200 m en daalt dan circa 650 m naar Sportgastein, waar zich (met name 's winters) het sportieve deel van het Gasteiner toerisme afspeelt. Langs tal van hotels, hutten en zomerboerderijen stijgt de Rupertiweg nu de deelstaat Salzburg uit.

## Karinthië (119 km)

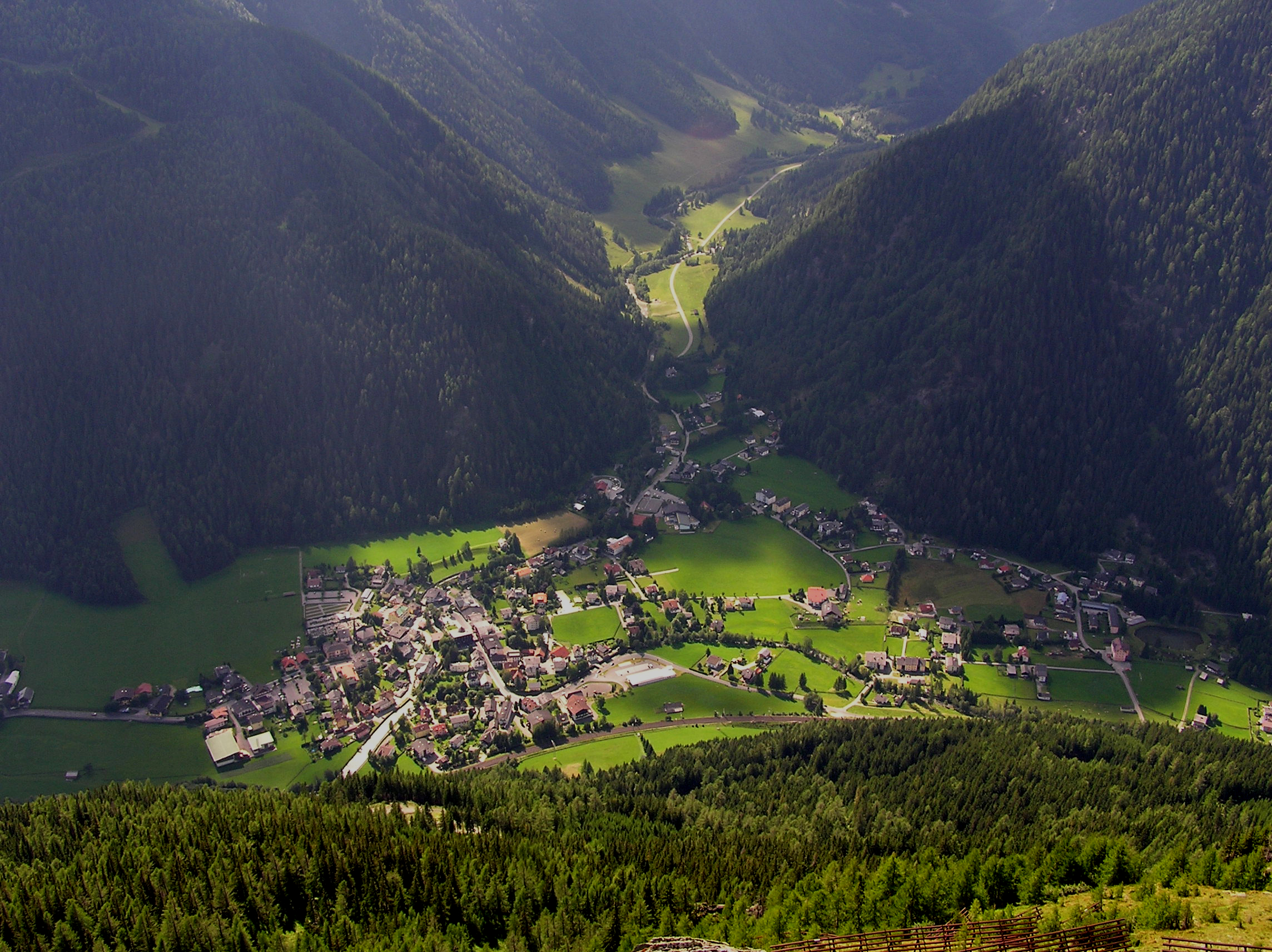
Mallnitz en het Tauerndal

De Rupertiweg bereikt de deelstaat Karinthië bij de Hagener Hütte (2448 m) boven het bergtoeristendorp Mallnitz (1191 m), dat met een lange afdaling door het Tauerndal wordt bereikt. Hier verandert de markering van Weg 110 in Weg 510; de rood-wit-rode verfstrepen blijven hetzelfde, behalve op gevaarlijke gedeelten die met wit-rood-wit worden aangeduid. Achter het station van Mallnitz gaat het weer omhoog, naar het Reißeck-massief. Tot het Arthur-von-Schmid-Haus (een berghut op 2275 m) is de route voor minder ervaren bergwandelaars goed te doen, maar daarna is niet alleen een ruime ervaring met bergwandelen vereist, maar ook uitgesproken goed weer en een prima conditie. 
Alternatief is de route door de Rabischschlucht en de Groppensteiner Schlucht naar Obervellach (687 m) en verder door het dal omlaag tot Oberkolbnitz (620 m). Hier kan men met de Reißeck-Standseilbahn en de Reißeck-Höhenbahn zonder moe te worden omhoog naar Hotel Reißeck en de Reißeckhut (2287 m). Sportiever is het om de plaatselijke Weg 1 (later Weg 572) langs de Zandlacher Hütte (1527 m; 's zomers overnachting mogelijk) en de beide Mooshütten (2380 m) op te gaan; men komt dan iets eerder terug op de Rupertiweg, maar heeft het gevaarlijkste deel van de Reißeck-oversteek ontweken.
Na de Reißeck-Hütte volgt een korte klim naar de Roßalmscharte (2517 m) en een 21 km lange afdaling naar de oude stad Spittal an der Drau. Na het oversteken van de Drau (560 m) gaat de Rupertiweg als Weg 210 omhoog naar de top van de berg Goldeck (2142 m). Daarna volgt een lange, maar geleidelijke afdaling naar de Alm Hinterm Brunn boven Neusach aan de Weissensee. Na de alm maakt de Rupertiweg een lange omweg naar Techendorf, dat met Neusach een langgerekt dorp vormt (gemeente Weissensee).
Na de Weissensee (934 m) loopt de Rupertiweg via de Naggler Nock (1324 m) naar Sankt-Lorenzen-im-Gitschtal en Hermagor (602 m). De route eindigt als Weg 410 in het Naßfeld op de Italiaanse grens (1530 m).